# Pachydactylus katanganus
Pachydactylus katanganus là một loài thằn lằn trong họ Gekkonidae. Loài này được De Witte mô tả khoa học đầu tiên năm 1953.